# Сизикова (Горноуральський міський округ)
Си́зикова (рос. Сизикова) — присілок у складі Горноуральського міського округу Свердловської області.
Населення — 49 осіб (2010, 77 у 2002).
Національний склад станом на 2002 рік: росіяни — 99 %.